# Gian Paolo Borghetti
Gian Paolo Borghetti, in corso Ghjuvan-Paulu Borghetti, in francese Jean-Paul Borghetti (Talasani, 23 giugno 1816 – Bastia, 4 novembre 1897), è stato uno scrittore, poeta e politico francese.
È stato presentato come «uno dei più grandi poeti corsi d'espressione italiana» e "uno degli intellettuali corsi più brillanti del XIX secolo".

## Origine e gioventù
Gian Paolo Borghetti è nato in Corsica, in una delle più illustri famiglie della regione di Tavagna dove i membri, imparentati a Luigi Giafferi, si sono particolarmente distinti nel Regno di Re Teodoro ai tempi di Pasquale Paoli. Studia medicina a Pisa dal 1835 al 1839 e, terminati gli studi, ritorna in Corsica. Nel 1841 si arruola nella marina francese come chirurgo e come tale percorre il Mediterraneo e l'Atlantico fino all'inizio del 1848.

## Carriera politica
Alla notizia della Rivoluzione francese del 1848 dà le dimissioni e si stabilisce a Bastia. Borghetti è un grande ammiratore di Lamartine e sarà molto influenzato dal libro Histoire des Girondins. All'epoca delle prime elezioni a suffragio universale (maschile) del 13 e 14 maggio 1848, è eletto consigliere generale nel suo cantone natale di Pero-Casevecchie.
Poco disposto a compromettere i suoi ideali, è rapidamente deluso al vedere l'intrigo politico e il 
clientelismo prevalere sull'interesse generale. Si lascia sostituire come consigliere generale da uno dei suoi amici, il giudice di pace Octavien Renucci che manterrà il suo posto fino alla fine del Secondo Impero. Dopo il colpo di Stato del 2 dicembre 1851, abbandona la vita pubblica. Dal 1849 al 1870, Borghetti resta all'opposizione. Contrariamente a molti altri nella sua posizione non è mai stato mandato in esilio, ma è stato spesso oggetto di persecuzione amministrativa. Mentre il Secondo Impero francese crolla nel 1870, Borghetti ritrova "grazia" presso delle autorità e allora è nominato capo di Gabinetto del nuovo prefetto Domenicu Francescu Ceccaldi ad Ajaccio.

## Giornalismo
Avendo contribuito alla rivista Progressive de la Corse (Bastia) nel 1848, l'anno seguente fonda il proprio giornale La Corsica, scritto in italiano per essere meglio compreso dalla popolazione. Il giornale critica apertamente la politica estera di Napoleone III e questo porta alla chiusura del giornale dopo solo cinque numeri.
Più tardi diventa redattore capo di Golo (Le) (1869), Bulletin Officiel de la Corse (1870-1871), La Republique (1871-1872), La Solidarité (1879-1885) e Colombo, e fonda le riviste Le Républicain de la Corse (1871), Le Democrate de la Corse (1871) e La Concorde (1880).

## Poesie
Benché le sue attività professionali e politiche abbiano preso sovente il passo sulla sua opera, Gian Paolo Borghetti è a tutt'oggi conosciuto come uno dei più grandi poeti corsi di espressione italiana.
Una grande parte della sua poesia è ispirata dalle sue convinzioni repubblicane. Nel 1848 compone un canto lirico in onore di Lamartine, dal quale era un grande ammiratore. Sarà ricompensato dai ringraziamenti personali del Capo di Governo provvisorio della Seconda Repubblica. Nello stesso anno elogia la Nuova Repubblica nel poema di sei versi intitolato Alla Libertà di cui la prima strofa presenta delle evidenti analogie con la Marsigliese, nella quale parla della libertà ritrovata che potrà raggiungere presto gli altri popoli d'Europa, incominciando dalla vicina Italia.
Un'altra fonte di ispirazione sarà il Risorgimento. Nel 1859 pubblica A Vittorio Emanuele II, che celebra Vittorio Emanuele II di Savoia, e una delle sue opere più importanti, il poema di 1018 versetti intitolato Giuseppe Garibaldi (episodio della guerra per l'indipendenza italiana) pubblicato per la prima volta nel 1927, contribuisce in maniera originale alla creazione del mito garibaldino. La composizione di una versione di Camicia rossa garibaldina, per la quale è stato personalmente ringraziato dallo stesso Garibaldi, non è la meno importante delle sue realizzazioni in questo campo.
Nel 1869, per commemorare il centenario della battaglia di Ponte Novu (dove suo nonno aveva combattuto ed era stato gravemente ferito) pubblica più uscite sul settimanale di Bastia Phare de la Corse (Faro della Corsica), un affresco poetico composto da quattordici canti intitolato Pasquale Paoli.

## Altre attività
Dal 1870 al 1871, Borghetti è archivista provinciale della Corsica e redattore capo del Bulletin Official de la Corse (Bollettino Ufficiale della Corsica) e, dal 1878 al 1894 sarà direttore del sistema sanitario a Bastia.
Nel dicembre 1880 e per i quindici anni successivi, è stato cofondatore e segretario della Società delle Scienze Naturali e Storiche della Corsica.

## Idee politiche, filosofia personale e carattere
Repubblicano convinto, Gian Paolo Borghetti è stato anche influenzato dalle tradizioni cristiane e umanistiche. Le sue idee politiche sono quelle di Giuseppe Mazzini: Dio e il popolo, L'umanità e La Repubblica. Nel primo numero di La Corsica, il giornale che fonda nel 1849, offre ai suoi lettori una lunga riflessione intitolata La Repubblica e la religione cristiana dove mostra tutte le affinità tra gli insegnamenti di Cristo e quelli raccomandati dalla nuova Repubblica.
Politicamente, oscilla tra il desiderio di vedere l'isola restare dentro una Francia convertita al federalismo e, il desiderio di vedere la Corsica integrata in una amministrazione speciale, in una ipotetica "Repubblica federale d'Italia". Dopo aver passato una grande parte della sua vita a difendere l'utilizzo della lingua italiana e raccomandando l'unione della Corsica all'Italia, nel 1870 si erge a difensore di una Corsica repubblicana e francese contro (Henri Rochefort e Georges Clemenceau) che, dopo la battaglia di Sedan, hanno voluto cedere la Corsica all'Italia. Quello che è una costante nella vita di Borghetti è il suo amore per la Corsica e il suo attaccamento all'idea della democrazia come la sola forma compatibile con le idee politiche moderne dell'universalità di libertà e giustizia.
Si è detto del suo carattere che era «insieme impulsivo, rigido ed eccessivo, perché le sue brusche polemiche erano violente. Però era sincero e disinteressato anche se le sue opinioni erano estreme e il modo con cui li enunciava poco disposto ad accomodamenti». Beneficiando di una grande popolarità nel nord della Corsica e avendo molti legami politici utili al sud avrebbe potuto aspirare a una carriera a livello nazionale, piuttosto che limitarsi a una posizione di Consigliere Generale alle elezioni del 1849. Dopo aver acquisito questa posizione avrebbe potuto utilizzarla facilmente per il proprio avanzamento in una società che non ha solamente accettato, ma anzi, aspettava solo questo dalla funzione pubblica. Tuttavia nei due casi sceglierà l'interesse generale, al di sopra del profitto personale.

## Vita personale - Ultimi anni
Ha due figli e una figlia dalla sua prima moglie, Pauline Salvatelli Hyacinthe, morta nel 1862.
Sposa in seconde nozze Louise Delphine Ciavaldini nel 1878 dalla quale avrà ancora tre figlie e un figlio. Tutti i suoi figli e quattro delle sue figlie sono morti nel corso della sua vita. Nel 1886 perde Eugenio, l'unico figlio sopravvissuto, che aveva appena vent'anni. Questa tragica perdita ha ispirato il suo poema In morte di mio figlio Eugenio.
Nel 1894 Borghetti perde il posto che occupava dal 1878 come direttore della salute pubblica a Bastia. Il ministro dell'interno del Governo Jean Casimir-Perier (considerato dai radicali e socialisti come Président de la réaction) ha espresso il suo stupore che « si sia potuto affidare a un nemico della Francia il servizio della Salute di Bastia! ». Per Borghetti fu il debutto di una vecchiaia terribile, sull'orlo della povertà. È morto a Bastia il 4 novembre 1897, nella più profonda indifferenza.

## Opere

### Poesie
- Il Poeta esule italiano, Bastia, stamp. Fabiani, 1847,  p. 30.
- A Niccolò Tommasèo, canto di G. P. Borghetti, Bastia, Fabiani, 1847,  p. 10.
- A Lamartine, Canto lirico di G. P. Borghetti, Bastia, Leonetti, 1848,  p. 16.
- A Sua Maestà Vittorio Emanuele II, re di Sardegna, ec. ec., ode di G. P. Borghetti, Bastia, Fabiani, 1859,  p. 8.
- In Occasione dei sponsali del signor Filippo Marchetti colla signora Felicina Fernandi, ode di G. P. Borghetti, Bastia, Fabiani, 1873,  p. 8.
- Giuseppe Garibaldi. Episodio della guerra per l’indipendenza italiana., Livorno, Raffaello Giusti (Edizioni de Il Giornale di politica e di letteratura), 1927,  p. 44.
- Pasquale Paoli: Episodio dell'ultima guerra dell'indipendenza corsa (Etude critique de Francesco Guerri), Livorno, Chiappini (Edizioni di "Corsica antica e moderna"), 1938,  p. 99.

### Saggi
- "Etude sur la Corse". L'Aigle Corse, Bastia, Ollagnier, 1867 (dal n° 39, 15 febbraio, 1867).
- "Le Cinq Mai, étude historique sur Napoléon", L‘Aigle Corse, Bastia, Ollagnier, 1868 (dal 15 maggio 1868).
- La Corse et ses détracteurs, Bastia, Ollagnier, 1870,  p. 48.
- Le Bonapartisme dévoilé, ou Pages d’Histoire Contemporaine, Bastia, 1878,  p. 80.

### Opere inedite
- Souvenirs ou Histoire de deux ans passés en Italie (1833-1835), romanzo.
- Poésie varié anacréontique (1834 - 1837).
- Amore, gloria e sventura (soggetto tratto dalla storia della Corsica).
- Ubaldo, poema epico (soggetto ispirato alla storia di Aleria).
- Sampiero Corso, poema eroico.
- Inno di guerra dei corsi.
- (Poesie in italiano: Le voci interne. Ore perdute. La Musa. Ode a l'amicizia).

Due poesie, una sezione di giornale ed estratti di La Corse et ses détracteurs sono inclusi in Anthologie des écrivains corses di Hyacinthe YVIA-CROCE, Editions Cyrnos et Méditerranée, Ajaccio, 1987, volume 2, (pp. 68–76).